# Покровское сельское поселение (Смоленская область)
Покровское сельское поселение — упразднённое муниципальное образование в составе Гагаринского района Смоленской области России.
Административный центр — деревня Покров.
К 1 января 2019 года все населённые пункты вошли в Никольское сельское поселение.

## Географические данные
- Общая площадь: 160 км²
- Расположение: юго-западная часть Гагаринского района
- Граничит:
  - на севере — с Потаповским сельским поселением
  - на северо-востоке — с Никольским сельским поселением
  - на юго-востоке — с Токаревским сельским поселением
  - на юге — с Тёмкинским районом
  - на западе — с Вяземским районом
- Крупные реки: Гжать, Воря.

## Население
| 2008 | 2011 | 2012 | 2013 | 2014 | 2015 | 2016 |
| ---- | ---- | ---- | ---- | ---- | ---- | ---- |
| 657  | ↘650 | ↘625 | ↘601 | ↘590 | ↗593 | ↘581 |
| 2017 | 2018 | 2019 |      |      |      |      |
| ↘573 | ↘556 | ↘553 |      |      |      |      |

Общее число жителей 601 чел., из них трудоспособного возраста 358 чел. (работающих 140 чел.), пенсионеров 230 чел., молодёжи до 30 лет 140 чел. В единственной школе 36 учеников и 16 учителей (в том числе 5 пенсионеров).

## Состав поселения
В состав поселения входят следующие населённые пункты:
- Деревня Покров — административный центр
- Аленкино, деревня
- Андреевка, деревня
- Бочкари, деревня
- Вешки, деревня
- Гостевое, деревня
- Добрый Ручей, деревня
- Еременское, деревня
- Каменка, деревня
- Клушинка, деревня
- Ломки, деревня
- Макеевское, деревня
- Машино, деревня
- Митинка, деревня
- Молоченево, деревня
- Московка, деревня
- Плешково, деревня
- Поповка, деревня
- Потапово, деревня
- Прудня, деревня
- Родионово, деревня
- Скалябино, деревня
- Слобода, деревня
- Слобода, деревня
- Станки, деревня
- Старики, деревня
- Струя, деревня
- Сторожевое, деревня
- Тращеево, деревня
- Холопово, деревня
- Ширяйкино, деревня
- Шипари, деревня
- Щекино, деревня

## Местное самоуправление
Главой поселения и Главой администрации является Данилова Зинаида Арсентьевна.

## Экономика
2 сельхозпредприятия (оба убыточны) с общим числом работающих 25 чел., ещё одно предприятие производственной сферы имеет 5 работников, магазины.
Дотации бюджету поселения составляют 83 % от его общего объёма, расходы местного бюджета в расчёте на одного человека составляли в 2008 году ок. 2,25 тыс. руб.